# بيلي برنتسون
بيلي برنتسون (بالسويدية: Billy Berntsson) مواليد 6 يناير 1984 في كارلسكرونا، هو لاعب كرة قدم سويدي يلعب مع نادي فالور لكرة القدم كمدافع.

## المسيرة الاحترافية

### أندية لعب لها
- نادي مالمو
- نادي كيلمارنوك
- نادي فالور لكرة القدم

## روابط خارجية
- بيلي برنتسون على موقع اتحاد السويد (السويدية)
- بيلي برنتسون على موقع قاعدة بيانات كرة القدم.إي يو (الإنجليزية)
- بيلي برنتسون على موقع Soccerbase.com (لاعب) (الإنجليزية)
- بيلي برنتسون على موقع Soccerway.com (الإنجليزية)